# Шакманов, Таусултан Келеметович
Таусултан Келеметович Шакманов (Тау-Султан Шакман) (1891, Терская область, Российская империя — после 1952, Париж, Франция) — балкарский общественно-политический и эмигрантский деятель, таубий из рода Шакмановых, участник Белого движения.

## Биография
Окончил юридический факультет Московского университета, был помощником присяжного поверенного во Владикавказе.
После Февральской революции в марте 1917 года стал членом Временного центрального комитета Союза объединённых горцев Кавказа, членом Нальчикского окружного исполнительного комитета.
В 1918 году возглавил Нальчикский окружной народный совет, затем — Кабардинский национальный совет. В декабре 1918 года присоединился к белогвардейскому отряду З. Даутокова-Серебрякова и с ним отступил на Кубань. С января по март 1920 года работал в администрации ВСЮР в Нальчике. После установления Советской власти на Северном Кавказе бежал в Грузинскую демократическую республику, оттуда выехал в Стамбул, затем перебрался в Париж.
В 1926 году участвовал в создании общества национальных эмигрантских групп из России, которое назвали «Прометей», стал первым председателем правления этого общества. В 1934 году подписал Пакт кавказской конфедерации, в 1935 году вошёл в Совет конфедерации Кавказа. Был одним из составителей различных документов этой организации, бессменным секретарем заседаний.
После Второй мировой войны под псевдонимами «Т.Ш.», «Т. Султан», «Султан», «Таусолтан» писал публицистические статьи в журнале «Свободный Кавказ».
Похоронен на кладбище Сент-Женевьев-де-Буа под Парижем.

## Семья
Не был женат. Его младшие братья Султанбек и Абубекир, также как и он, стали эмигрантами. На родине остались его родители и сестры Маржан и Жангулез. Сестра Таусултана Маржан Келеметовна была женой Таусултана Алихановича Шеретлокова.